# Trimusculus reticulatus
Trimusculus reticulatus är en snäckart som först beskrevs av G. B. Sowerby I 1835.  Trimusculus reticulatus ingår i släktet Trimusculus och familjen Trimusculidae. Inga underarter finns listade i Catalogue of Life.

## Bildgalleri

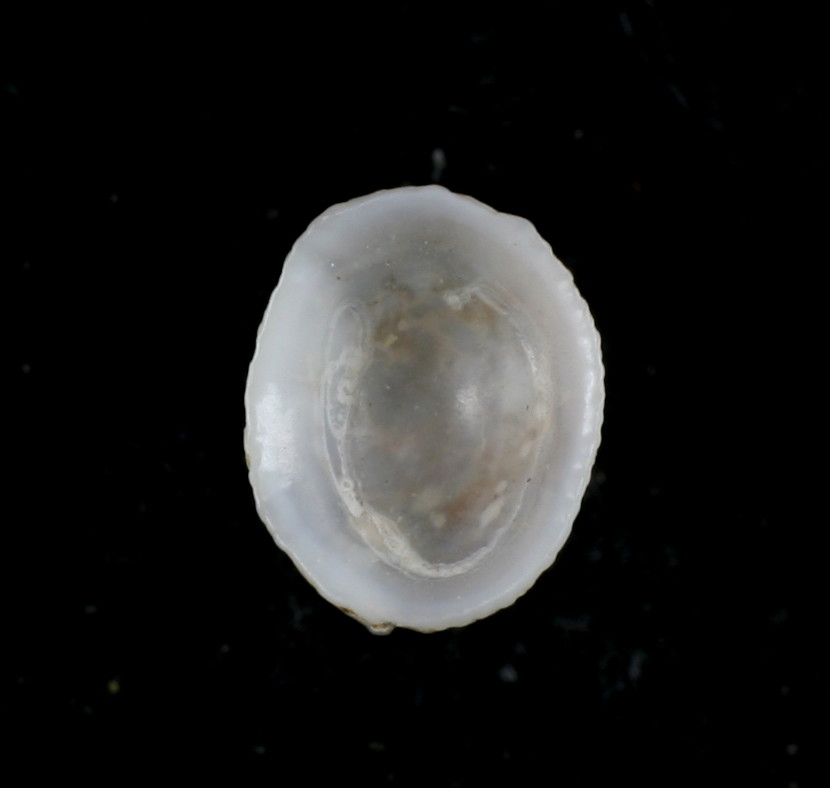
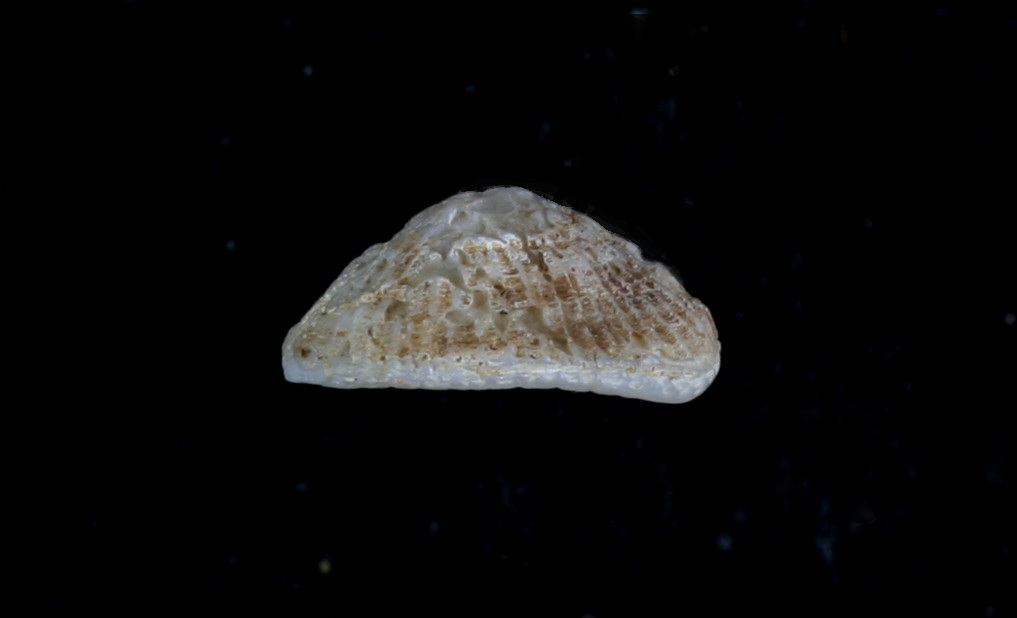